# Parc du Marquenterre

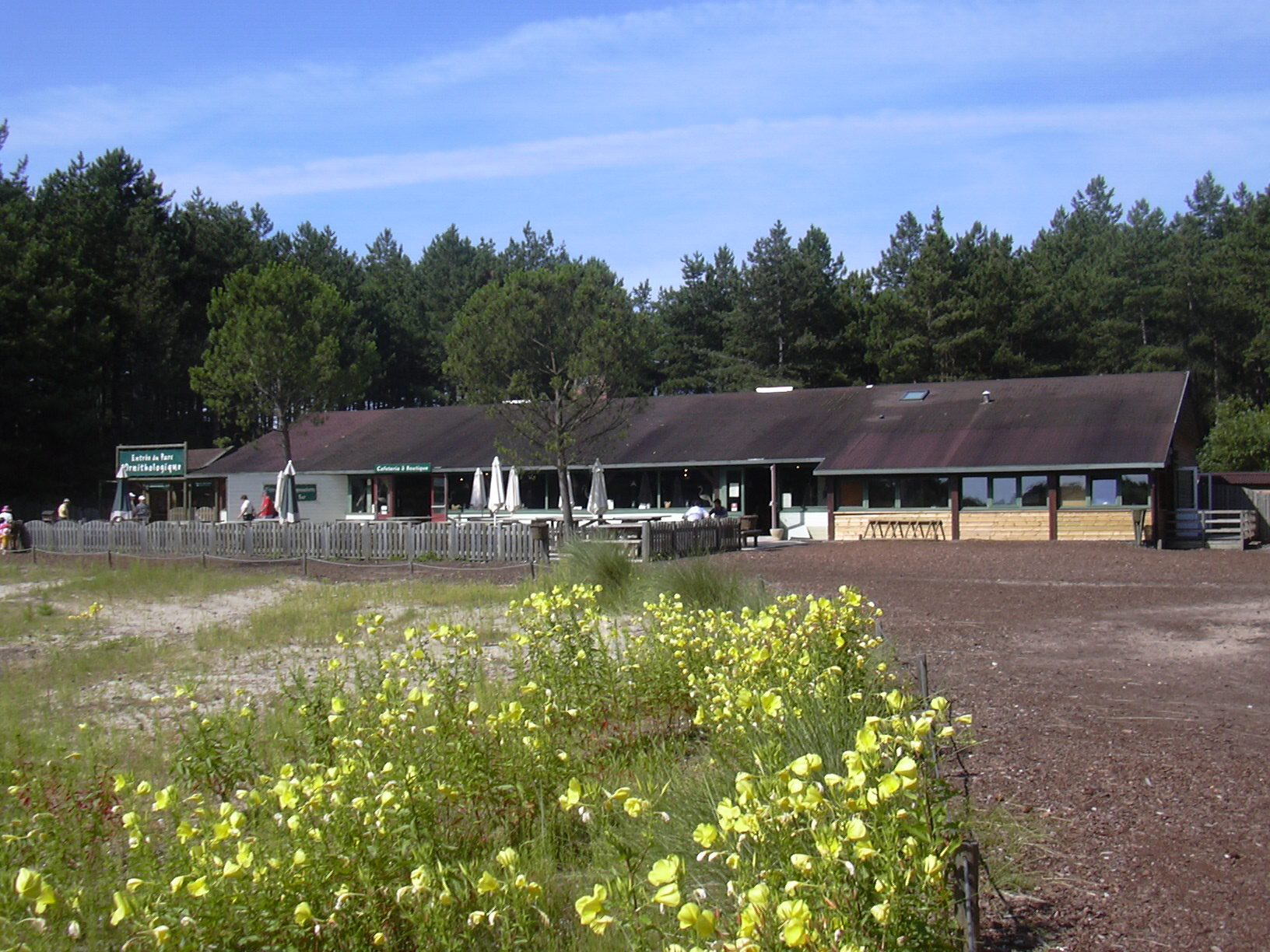
Eingang zum Park/Informationszentrum

Der Parc du Marquenterre ist eines der bekanntesten Vogelschutzgebiete Frankreichs. Es umfasst 250 ha Fläche im äußersten Nordosten der Somme-Bucht innerhalb des 3000 ha großen Naturschutzgebietes Réserve naturelle de la Baie de Somme im Ästuar der Somme.
Administrativ gehört der 1973 eingerichtete Park zum Département Somme.

## Namensetymologie
Der Name Marquenterre ist eine komprimierte Verballhornung des Satzes la mer qui rentre dans la terre (dt.: „Das Meer, das ins Land zurückkommt“); dieser Satz charakterisiert die Entstehungsgeschichte des Ästuars: Bei Flut dringt schweres Salzwasser flussaufwärts ein und unterströmt das Süßwasser der Somme; dieser Flutstrom bringt viel Sand und Schlick heran, der von dem schwächeren Ebbestrom nicht wieder vollständig abtransportiert werden kann. Die Folge ist eine teilweise Verlandung des Wasserlaufs einerseits und Überschwemmung des Landes andererseits sowie eine Vermengung von Süßwasser und Salzwasser.
Ab 1963 wurden die entstandenen Polder zunächst agrarisch genutzt. 1973 wurde die Landwirtschaft eingestellt und der Vogelschutzpark eingerichtet.

## Natur

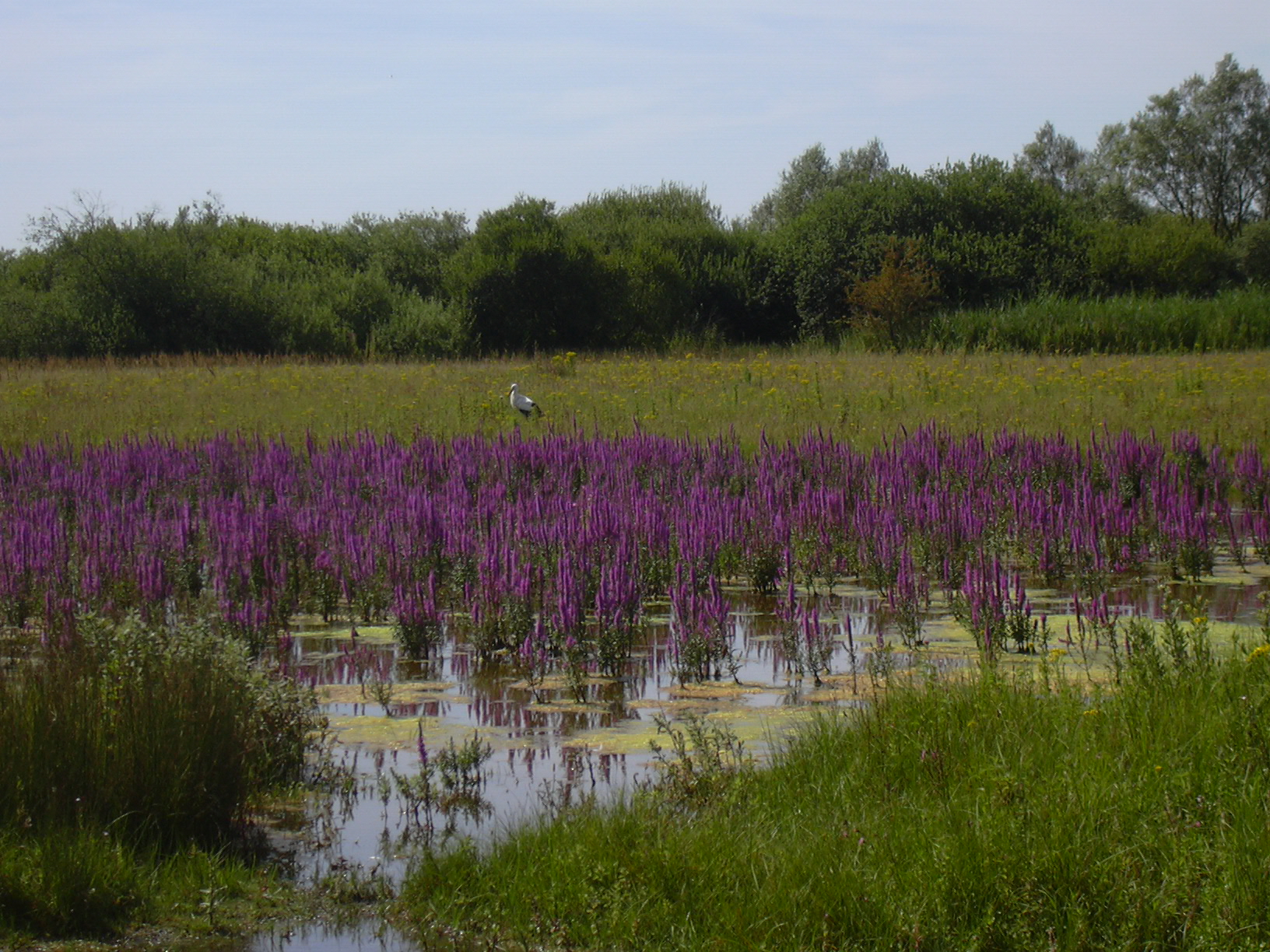
Schilflandschaft mit Weißstorch

Die Naturlandschaft ist auf kleiner Fläche vielseitig und abwechslungsreich. Der Erhalt dieser Variabilität wird durch die Parkadministration moderat reguliert.
Während den Eingangsbereich ein leicht erhöhtes kleines Kiefern-Waldgebiet umgibt, erstreckt sich unterhalb eines Aussichtspunkts die weite Ebene des Ästuars, die sich durch Flachwassertümpel, Röhrichtgürtel und Salzwiesen auszeichnet. Entlang des Küstendamms breiten sich Brackwasserflächen mit 8–25 g Salz/Liter aus, in Verbindung dazu stehen Süßwasserkanäle. Durch Schleusen reguliert die Parkverwaltung den Salzgehalt des Wassers; im Winter benötigen manche Vogelarten mehr Süßwasser als im Sommer.
Pappeln und Weiden säumen die Süßwasserkanäle. Durch reglementierten Schnitt 4 m über dem Boden wird die Weide zum Ausschlagen neuer Triebe angeregt.
In den Dünen und auf den trockenen Sandböden ist eine reiche Flora mit Zistrosengewächsen, Sanddorn, Besenheide, Dünenrose anzutreffen. 265 Pflanzenarten wurden seit der Einrichtung des Parks 1973 bis 2007 auf dem Areal gezählt.

## Vogelarten

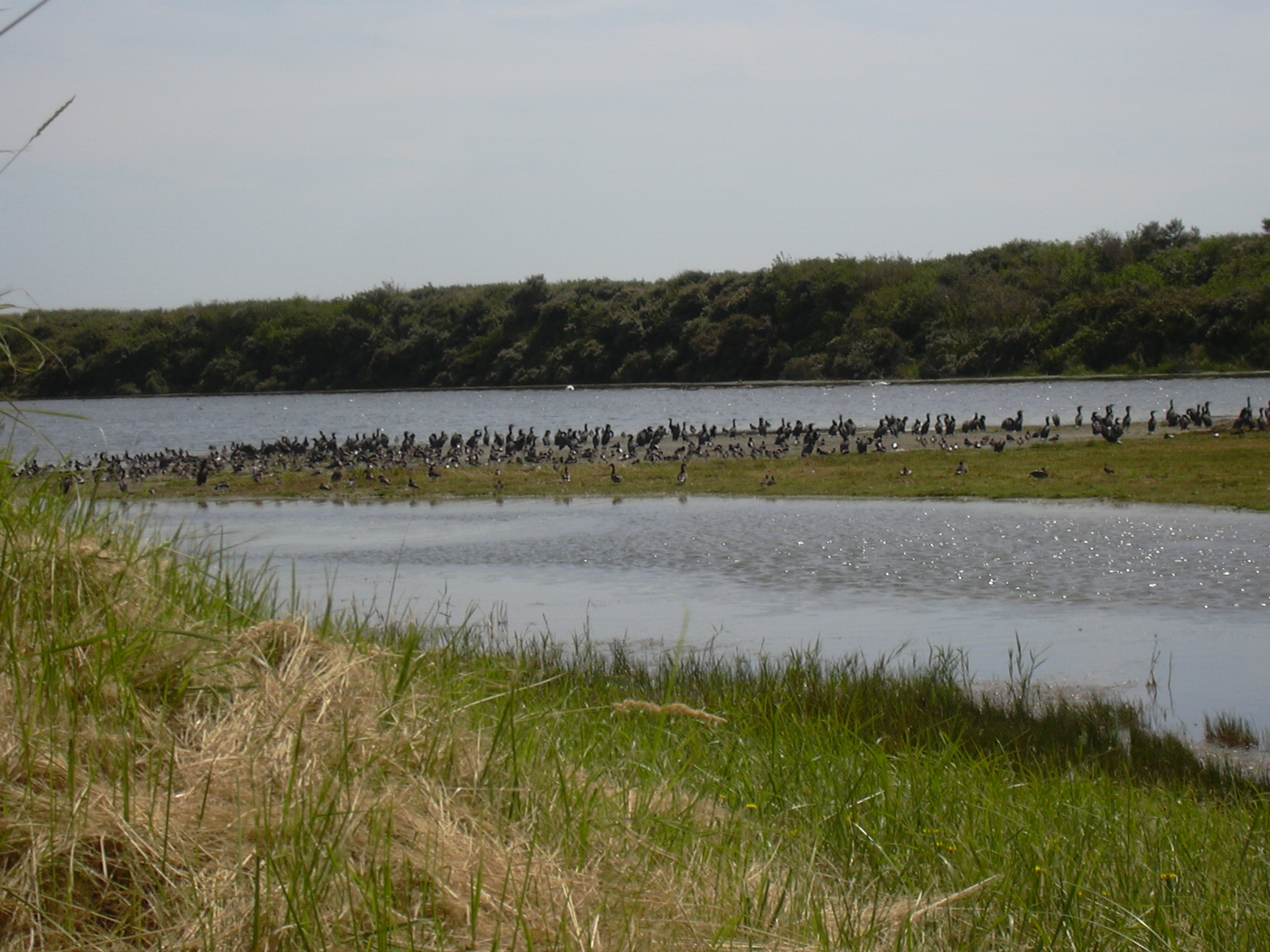
Insel in einer Lagune mit Hunderten von Großen Kormoranen

Seit Einrichtung des Parks wurden bis 2007 344 Arten dokumentiert. Zahlreiche Zugvögel finden hier ihre Winterquartiere; andere Vogelarten verbleiben fast das ganze Jahr über in der Somme-Bucht.
Im Frühjahr suchen Weißstorch, Graureiher und der aus den Niederlanden stammende Löffelreiher ihre Brutplätze in dem kleinen Waldstück des oberen Parkgeländes auf. In den Sumpfwiesen und auf sandigen Inseln inmitten der Flachwassertümpel nisten Säbelschnäbler, Austernfischer und Kiebitze. In der Lagune hinter einer Sanddüne erscheinen kleine Stelzvögel auf dem Weg nach Sibirien, wo sie im Sommer brüten; bei Flut sind zahlreiche Schnepfenvögel, Stelzenläufer und Silberreiher in großer Zahl auf der Suche nach Fischnahrung anzutreffen.
Vom Ende des Sommers an verbleiben während der gesamten Winterzeit Graugans und zahlreiche Entenarten im Park. Große Kolonien von Pfeifenten, Knäkenten, Krickenten und Stockenten erscheinen im Spätherbst; Kormorane bevölkern einige Sandinseln das ganze Jahr. Mit dem ersten Frost kommen Säger, Blässgans, Blässhuhn, Lappentaucher; farbenprächtige russische Spießenten und Brandenten gehören zu den außerhalb des Parks selten in Mitteleuropa anzutreffenden Arten, die Uferschnepfe steht auf der Roten Liste der bedrohten Arten.

## Touristische Infrastruktur
Der Parkeingang mit Informationszentrum ist von Rue und Le Crotoy aus mit dem PKW anfahrbar; große Parkplätze befinden sich im Wald. Innerhalb des Geländes ist nur eine Bewegung zu Fuß über drei markierte Routen – miteinander kombinierbar – auf insgesamt 6 km Wegstrecke möglich, die individuell oder im Rahmen von organisierten Gruppenführungen mit Erklärungen begehbar sind.
Entlang der Wege sind 13 Holzhütten als Beobachtungsposten eingerichtet. Zur Identifizierung der Tiere ist ein Fernglas notwendig. Dokumentationstafeln erläutern in jeder Station die Vogelarten, variierend nach Jahreszeit.
Alle drei Wege enden an einem Aufzuchtgelände des seltenen Seidenreiher, das in dieser Form singulär in Frankreich ist. Im Frühjahr brüten sie in Kolonien auf Bäumen; die Jungtiere werden im Sommer flügge. Im August findet man noch vereinzelte Nachzügler, im Herbst und Winter ist die Kolonie verlassen. Die Aufzucht wird durch die Parkverwaltung in einem geschützten Freigehege reglementiert und gefördert.
Angegliedert an das Informationszentrum sind ein Restaurant und eine Verkaufsstelle für Literatur und regionale Agrarprodukte, u. a. aus Sanddorn und Äpfeln.